# Festival Eurovisão da Canção 2006
O Festival Eurovisão da Canção de 2006 foi o 51.º Festival Eurovisão da Canção e teve lugar nos dias 18 de Maio (Semifinal) e 20 de Maio de 2006 (Final). Foi organizado pela televisão estatal da Grécia, ERT. A competição teve como espaço o Olympic Indoor Hall de Atenas, na Grécia. Os apresentadores do evento foram Sakis Rouvas e Maria Menounos.
A Finlândia destrona os seus concorrentes, com uma actuação ousada, (com um grupo de heavy metal e com visual de horror) vencendo assim o 51.º Festival Eurovisão da Canção, com 292 pontos, organizando assim, o Festival Eurovisão da Canção 2007.

## Formato
O Formato é o mesmo utilizado desde 2004, com uma semi-final de 23 países , de onde são qualificados 10 para a final, que é constituída por 20 países.

### Tema e Visual
O logotipo oficial da competição permaneceu o mesmo de 2004 e 2005 com a bandeira ucraniana no coração sendo alterado. O sub-logótipo foi criado pela empresa de design Karamela para a televisão grega. Foi aparentemente baseado no disco de Phaistos que é um símbolo popular da Grécia antiga. De acordo com o TRE, foi "inspirado pelo vento e o mar, a luz dourada do sol e o brilho da areia". Na sequência de Istambul "sob o mesmo céu" e Kiev "Despertar", o slogan para o show de 2006 foi "Feel The Rhythm". Este tema foi também a base para os cartões-postais para o show de 2006, que enfatizava a importância histórica da Grécia, além de ser um importante destino turístico moderno.

## Países participantes

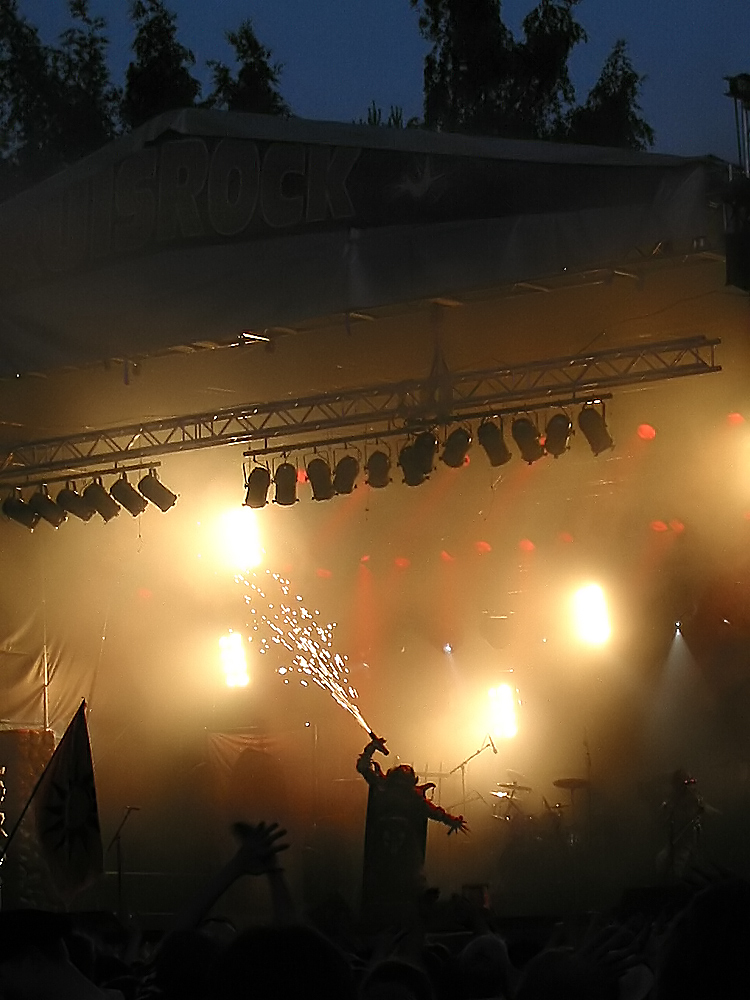
Uma actuação do grupo vencedor da Eurovisão, os Lordi

Participaram neste festival 37 países: 14 países acederam directamente à final de 20 de Maio, os restantes 23 países tiveram de participar numa semifinal que apurou 10 países, que se juntaram posteriormente aos 14 já apurados, perfazendo assim um total de 24 países participantes na final do festival.
A Arménia entra pela primeira vez no Festival Eurovisão da Canção.
A Áustria e Hungria não participaram este ano no festival. Este último devido a razões financeiras, anunciadas pela televisão húngara.
Apesar do seu interesse em entrar no festival, a Geórgia não constou na lista dos participantes da Eurovisão deste ano.
Mais uma vez os únicos países europeus que não participaram são Itália, Eslováquia, República Checa, Luxemburgo, São Marino e Vaticano.
O Liechtenstein não pode participar por não pertencer à UER ou EBU (União Europeia de Radiotelevisão) e não ter televisão pública.
A Sérvia e Montenegro decidiu retirar-se do festival devido a irregularidades nas votações, causadas pelos problemas internos dos dois estados que completam o país. Assim sendo, a Croácia passou directamente da semifinal à final completando os 14 países pré-qualificados para a final. Contudo, a Sérvia e Montenegro votou para a escolha do país vencedor da eurovisão.
Portugal, mais uma vez falhou a qualificação para a final, tendo a canção sido eliminada.
| País                 | Título original da Canção                 | Artista                                                 | Processo                                                         | Data da Selecção                                                |
| País                 | Tradução em Português                     | Idiomas de Interpretação                                | Processo                                                         | Data da Selecção                                                |
| -------------------- | ----------------------------------------- | ------------------------------------------------------- | ---------------------------------------------------------------- | --------------------------------------------------------------- |
| Albânia              | "Zjarr e ftohtë"                          | Luiz Ejlli                                              | Festivali I Këngës 44 (2006)                                     | 18 de Dezembro de 2005                                          |
| Albânia              | Catorze                                   | Albanês                                                 | Festivali I Këngës 44 (2006)                                     | 18 de Dezembro de 2005                                          |
| Alemanha             | "No No Never"                             | Texas Lightning                                         | Vorentscheid 2006                                                | 9 de Março de 2006                                              |
| Alemanha             | Não Não Nunca                             | Inglês                                                  | Vorentscheid 2006                                                | 9 de Março de 2006                                              |
| Andorra              | "Sense tu"                                | Jenny                                                   | Selecção Interna de 2006                                         | -                                                               |
| Andorra              | Sem ti                                    | Catalão                                                 | Selecção Interna de 2006                                         | -                                                               |
| Arménia              | "Without Your Love"                       | André                                                   | Selecção Interna de 2006                                         | -                                                               |
| Arménia              | Sem o teu amor                            | Inglês                                                  | Selecção Interna de 2006                                         | -                                                               |
| Bélgica              | "Je t'adore"                              | Kate Ryan                                               | Eurosong '06                                                     | 19 de Fevereiro de 2006                                         |
| Bélgica              | Eu adoro-te                               | Inglês                                                  | Eurosong '06                                                     | 19 de Fevereiro de 2006                                         |
| Bielorrússia         | "Mum"                                     | Polina Smolova                                          | Final Nacional 2006                                              | 10 de Fevereiro de 2006                                         |
| Bielorrússia         | Mãe                                       | Inglês                                                  | Final Nacional 2006                                              | 10 de Fevereiro de 2006                                         |
| Bósnia e Herzegovina | "Lejla"                                   | Hari Varešanović                                        | Selecção Interna de 2006                                         | -                                                               |
| Bósnia e Herzegovina | Leila                                     | Inglês & Bósnio                                         | Selecção Interna de 2006                                         | -                                                               |
| Bulgária             | "Let Me Cry"                              | Mariana Popova                                          | Be A Star/Bulgarian Song for Eurovision 2006                     | 11 de Março de 2006                                             |
| Bulgária             | Deixa-me chorar                           | Inglês                                                  | Be A Star/Bulgarian Song for Eurovision 2006                     | 11 de Março de 2006                                             |
| Chipre               | "Why Angels Cry"                          | Annette Artani                                          | A Song for Europe 2006                                           | 22 de Fevereiro de 2006                                         |
| Chipre               | Porque é que os anjos choram              | Inglês                                                  | A Song for Europe 2006                                           | 22 de Fevereiro de 2006                                         |
| Croácia              | "Moja štikla"                             | Severina                                                | Dora 2006                                                        | 4 de Março de 2006                                              |
| Croácia              | O meu salto alto                          | Croata                                                  | Dora 2006                                                        | 4 de Março de 2006                                              |
| Dinamarca            | "Twist of Love"                           | Sidsel Ben Semmane                                      | Dansk Melodi Grand Prix 2006                                     | 11 de Fevereiro de 2006                                         |
| Dinamarca            | Twist do amor                             | Inglês                                                  | Dansk Melodi Grand Prix 2006                                     | 11 de Fevereiro de 2006                                         |
| Eslovénia            | "Mr. Nobody"                              | Anžej Dežan                                             | EMA 2006                                                         | 26 de Janeiro de 2006                                           |
| Eslovénia            | Sr. Ninguém                               | Inglês                                                  | EMA 2006                                                         | 26 de Janeiro de 2006                                           |
| Espanha              | "Un Blodymary"                            | Las Ketchup                                             | Selecção Interna de 2006                                         | Fevereiro de 2006                                               |
| Espanha              | Um Bloody Mary                            | Espanhol                                                | Selecção Interna de 2006                                         | Fevereiro de 2006                                               |
| Estónia              | "Through My Window"                       | Sandra Oxenryd                                          | Eurolaul 2006                                                    | 4 de Fevereiro de 2006                                          |
| Estónia              | Abre a Janela                             | Inglês                                                  | Eurolaul 2006                                                    | 4 de Fevereiro de 2006                                          |
| Finlândia            | "Hard Rock Hallelujah"                    | Lordi                                                   | Final Nacional 2006                                              | 10 de Março de 2006                                             |
| Finlândia            | Aleluia Hard Rock                         | Inglês                                                  | Final Nacional 2006                                              | 10 de Março de 2006                                             |
| França               | "Il était temps"                          | Virginie Pouchain                                       | Final Nacional de 2006                                           | 14 de Março de 2006                                             |
| França               | Já era tempo                              | Francês                                                 | Final Nacional de 2006                                           | 14 de Março de 2006                                             |
| Grécia               | "Everything"                              | Anna Vissi                                              | Artista: Selecção Interna de 2006 Canção: Final Nacional de 2006 | Artista: 24 de Janeiro de 2006 Canção: 14 de Março de 2006      |
| Grécia               | Tudo                                      | Inglês                                                  | Artista: Selecção Interna de 2006 Canção: Final Nacional de 2006 | Artista: 24 de Janeiro de 2006 Canção: 14 de Março de 2006      |
| Irlanda              | "Every Song Is A Cry For Love"            | Brian Kennedy                                           | Artista: Selecção Interna de 2006 Canção: Final Nacional de 2006 | Artista: Janeiro de 2006 Canção: 17 de Fevereiro de 2006        |
| Irlanda              | Todas as canções são uma lágrima por amor | Inglês                                                  | Artista: Selecção Interna de 2006 Canção: Final Nacional de 2006 | Artista: Janeiro de 2006 Canção: 17 de Fevereiro de 2006        |
| Islândia             | "Congratulations"                         | Silvia Night                                            | Laugardagslögin 2006                                             | 18 de Fevereiro de 2006                                         |
| Islândia             | Parabéns                                  | Inglês                                                  | Laugardagslögin 2006                                             | 18 de Fevereiro de 2006                                         |
| Israel               | "Together We Are One"                     | Eddie Butler                                            | Kdam Eurovision 2006                                             | 15 de Março de 2006                                             |
| Israel               | Juntos somos um                           | Inglês Hebreu                                           | Kdam Eurovision 2006                                             | 15 de Março de 2006                                             |
| Letónia              | "I Hear Your Heart"                       | Vocal Group Cosmos                                      | Eirodziesma 2006                                                 | 11 de Março de 2006                                             |
| Letónia              | Eu oiço o teu coração                     | Inglês                                                  | Eirodziesma 2006                                                 | 11 de Março de 2006                                             |
| Lituânia             | "We are the winners (of Eurovision)"      | LT United                                               | Final Nacional de 2006                                           | 4 de Março de 2006                                              |
| Lituânia             | Nós somos os vencedores (da Eurovisão)    | Inglês & Francês                                        | Final Nacional de 2006                                           | 4 de Março de 2006                                              |
| Macedónia do Norte   | "Ninanajna" (Нинанајна)                   | Elena Risteska                                          | Final Nacional de 2006                                           | 4 de Março de 2006                                              |
| Macedónia do Norte   | Dez                                       | Inglês & Macedónio                                      | Final Nacional de 2006                                           | 4 de Março de 2006                                              |
| Malta                | "I Do"                                    | Fabrizio Faniello                                       | Malta Song for Europe 2006                                       | 23 de Dezembro de 2006                                          |
| Malta                | Eu faço                                   | Inglês                                                  | Malta Song for Europe 2006                                       | 23 de Dezembro de 2006                                          |
| Moldávia             | "Loca"                                    | Arsenium, Natalia Gordienko & Connect-R                 | Final Nacional de 2006                                           | 1º Final: 25 de Fevereiro de 2006 2º Final: 15 de Março de 2006 |
| Moldávia             | Louca                                     | Inglês & Espanhol                                       | Final Nacional de 2006                                           | 1º Final: 25 de Fevereiro de 2006 2º Final: 15 de Março de 2006 |
| Mónaco               | "La Coco-Dance"                           | Séverine Ferrer                                         | Selecção Interna de 2006                                         | Dezembro de 2005                                                |
| Mónaco               | A dança do Coco                           | Francês & Taitiano                                      | Selecção Interna de 2006                                         | Dezembro de 2005                                                |
| Noruega              | "Alvedansen"                              | Christine Guldbrandsen                                  | Melodi Grand Prix 2006                                           | 4 de Fevereiro de 2006                                          |
| Noruega              | O Elfo dança                              | Norueguês                                               | Melodi Grand Prix 2006                                           | 4 de Fevereiro de 2006                                          |
| Países Baixos        | "Amambanda"                               | Treble                                                  | Final Nacional de 2006                                           | 12 de Março de 2006                                             |
| Países Baixos        | Amambanda                                 | Inglês & Língua artificial                              | Final Nacional de 2006                                           | 12 de Março de 2006                                             |
| Polónia              | "Follow My Heart"                         | Ich Troje &. Magda Femme, Justyna Majkowska, Real McCoy | Final Nacional de 2006                                           | 28 de Janeiro de 2006                                           |
| Polónia              | Segue o meu coração                       | Inglês, Polaco, Alemão & Russo                          | Final Nacional de 2006                                           | 28 de Janeiro de 2006                                           |
| Portugal             | "Coisas de Nada"                          | Nonstop                                                 | Festival RTP da Canção 2006                                      | 10 de Março de 2006                                             |
| Portugal             | Coisas de nada                            | Português & Inglês                                      | Festival RTP da Canção 2006                                      | 10 de Março de 2006                                             |
| Reino Unido          | "Teenage Life"                            | Daz Sampson                                             | Eurovision: Making Your Mind Up 2006                             | 4 de Março de 2006                                              |
| Reino Unido          | Vida de adolescente                       | Inglês                                                  | Eurovision: Making Your Mind Up 2006                             | 4 de Março de 2006                                              |
| Roménia              | "Tornerò"                                 | Mihai Trăistariu                                        | Final Nacional de 2006                                           | 26 de Fevereiro de 2006                                         |
| Roménia              | Eu regressarei                            | Inglês & Italiano                                       | Final Nacional de 2006                                           | 26 de Fevereiro de 2006                                         |
| Rússia               | "Never Let You Go"                        | Dima Bilan                                              | Selecção Interna de 2006                                         | -                                                               |
| Rússia               | Nunca te deixo ir                         | Inglês                                                  | Selecção Interna de 2006                                         | -                                                               |
| Sérvia e Montenegro  | "Moja ljubavi"                            | No Name                                                 | 2006 Evropesma                                                   | 11 de Março de 2006                                             |
| Sérvia e Montenegro  | Meu amor                                  | Montenegrino                                            | 2006 Evropesma                                                   | 11 de Março de 2006                                             |
| Suécia               | "Invincible"                              | Carola                                                  | Melodifestivalen 2006                                            | 18 de Março de 2006                                             |
| Suécia               | Invencível                                | Inglês                                                  | Melodifestivalen 2006                                            | 18 de Março de 2006                                             |
| Suíça                | "If We All Give A Little"                 | six4one                                                 | Selecção Interna de 2006                                         | Março de 2006                                                   |
| Suíça                | E se todos dermos um bocadinho            | Inglês                                                  | Selecção Interna de 2006                                         | Março de 2006                                                   |
| Turquia              | "Superstar"                               | Sibel Tüzün                                             | Selecção Interna de 2006                                         | -                                                               |
| Turquia              | Super Estrela                             | Turco                                                   | Selecção Interna de 2006                                         | -                                                               |
| Ucrânia              | "Show Me Your Love"                       | Tina Karol                                              | Final Nacional de 2006                                           | 11 de Março de 2006                                             |
| Ucrânia              | Mostra-me o teu amor                      | Inglês                                                  | Final Nacional de 2006                                           | 11 de Março de 2006                                             |

## Festival

### Semi-final
| #  | País                 | Idioma                         | Artista                    | Canção                               | Tradução para Português                   | Pontuação | Lugar |
| -- | -------------------- | ------------------------------ | -------------------------- | ------------------------------------ | ----------------------------------------- | --------- | ----- |
| 01 | Arménia              | Inglês                         | André                      | "Without Your Love"                  | Sem o teu amor                            | 150       | 6º    |
| 02 | Bulgária             | Inglês                         | Mariana Popova             | "Let Me Cry"                         | Deixa-me chorar                           | 36        | 17º   |
| 03 | Eslovénia            | Inglês                         | Anžej Dežan                | "Mr Nobody"                          | Sr. Ninguém                               | 49        | 16º   |
| 04 | Andorra              | Catalão                        | Jenny                      | "Sense tu"                           | Sem ti                                    | 8         | 23º   |
| 05 | Bielorrússia         | Inglês                         | Polina Smolova             | "Mum"                                | Mãe                                       | 10        | 22º   |
| 06 | Albânia              | Albanês                        | Luiz Ejlli                 | "Zjarr e ftohtë"                     | Quente e Frio                             | 58        | 14º   |
| 07 | Bélgica              | Inglês                         | Kate Ryan                  | "Je t'adore"                         | Eu adoro-te                               | 69        | 12º   |
| 08 | Irlanda              | Inglês                         | Brian Kennedy              | "Every Song Is a Cry for Love"       | Todas as canções são uma lágrima por amor | 79        | 9º    |
| 09 | Chipre               | Inglês                         | Annet Artani               | "Why Angels Cry"                     | Porque é que os anjos choram              | 57        | 15º   |
| 10 | Mónaco               | Francês & Taitiano             | Séverine Ferrer            | "La Coco-Dance"                      | A dança do Coco                           | 14        | 21º   |
| 11 | Macedónia do Norte   | Inglês & Macedónio             | Elena Risteska             | "Ninanajna" (Нинанајна)              | Ninanajna                                 | 76        | 10º   |
| 12 | Polónia              | Inglês, Polaco, Alemão & Russo | Ich Troje feat. Real McCoy | "Follow My Heart"                    | Segue o meu coração                       | 70        | 11º   |
| 13 | Rússia               | Inglês                         | Dima Bilan                 | "Never Let You Go"                   | Nunca te deixo ir                         | 217       | 3º    |
| 14 | Turquia              | Turco                          | Sibel Tüzün                | "Süper Star"                         | Super Estrela                             | 91        | 8º    |
| 15 | Ucrânia              | Inglês                         | Tina Karol                 | "Show Me Your Love"                  | Mostra-me o teu amor                      | 146       | 7º    |
| 16 | Finlândia            | Inglês                         | Lordi                      | "Hard Rock Hallelujah"               | Aleluia Hard Rock                         | 292       | 1º    |
| 17 | Países Baixos        | Inglês & Imaginária            | Treble                     | "Amambanda"                          | Amambanda                                 | 22        | 20º   |
| 18 | Lituânia             | Inglês & Francês               | LT United                  | "We Are The Winners (of Eurovision)" | Nós somos os vencedores (da Eurovisão)    | 163       | 5º    |
| 19 | Portugal             | Inglês & Português             | Nonstop                    | "Coisas de nada"                     | Coisas de nada                            | 26        | 19º   |
| 20 | Suécia               | Inglês                         | Carola                     | "Invincible"                         | Invencível                                | 214       | 4º    |
| 21 | Estónia              | Inglês                         | Sandra Oxenryd             | "Through My Window"                  | Abre a Janela                             | 28        | 18º   |
| 22 | Bósnia e Herzegovina | Bósnio                         | Hari Mata Hari             | "Lejla"                              | Leila                                     | 267       | 2º    |
| 23 | Islândia             | Inglês                         | Silvia Night               | "Congratulations"                    | Parabéns                                  | 62        | 13º   |

#### Tabela de Votações
Devido à grande quantidade de países votantes na semi-final, a tabela de resultados foi dividida em duas, de forma a não ultrapassar os limites do artigo, e de forma a não estragar o layout e forma do artigo.
| #  | Países Pontuados     | Países Votantes | Países Votantes | Países Votantes | Países Votantes | Países Votantes | Países Votantes | Países Votantes      | Países Votantes | Países Votantes | Países Votantes | Países Votantes | Países Votantes | Países Votantes | Países Votantes | Países Votantes | Países Votantes | Países Votantes | Países Votantes | Países Votantes | Classificação | Classificação | Situação          | Situação |
| #  | Países Pontuados     | Albânia         | Alemanha        | Andorra         | Arménia         | Bélgica         | Bielorrússia    | Bósnia e Herzegovina | Bulgária        | Chipre          | Croácia         | Dinamarca       | Eslovénia       | Espanha         | Estónia         | Finlândia       | França          | Grécia          | Países Baixos   | Islândia        | Total         | Lugar         | Passou Não Passou |          |
| -- | -------------------- | --------------- | --------------- | --------------- | --------------- | --------------- | --------------- | -------------------- | --------------- | --------------- | --------------- | --------------- | --------------- | --------------- | --------------- | --------------- | --------------- | --------------- | --------------- | --------------- | ------------- | ------------- | ----------------- | -------- |
| 06 | Albânia              |                 | ale             | and             | arm             | bel             | bie             | b&h                  | bul             | chi             | cro             | din             | esl             | esp             | est             | fin             | fra             | gre             | hol             | isl             | T             | L             |                   |          |
| 04 | Andorra              | alb             | ale             |                 | arm             | bel             | bie             | b&h                  | bul             | chi             | cro             | din             | esl             | esp             | est             | fin             | fra             | gre             | hol             | isl             | T             | L             |                   |          |
| 01 | Arménia              | alb             | ale             | and             |                 | bel             | bie             | b&h                  | bul             | chi             | cro             | din             | esl             | esp             | est             | fin             | fra             | gre             | hol             | isl             | T             | L             |                   |          |
| 07 | Bélgica              | alb             | ale             | and             | arm             |                 | bie             | b&h                  | bul             | chi             | cro             | din             | esl             | esp             | est             | fin             | fra             | gre             | hol             | isl             | T             | L             |                   |          |
| 05 | Bielorrússia         | alb             | ale             | and             | arm             | bel             |                 | b&h                  | bul             | chi             | cro             | din             | esl             | esp             | est             | fin             | fra             | gre             | hol             | isl             | T             | L             |                   |          |
| 22 | Bósnia e Herzegovina | alb             | ale             | and             | arm             | bel             | bie             |                      | bul             | chi             | cro             | din             | esl             | esp             | est             | fin             | fra             | gre             | hol             | isl             | T             | L             |                   |          |
| 02 | Bulgária             | alb             | ale             | and             | arm             | bel             | bie             | b&h                  |                 | chi             | cro             | din             | esl             | esp             | est             | fin             | fra             | gre             | hol             | isl             | T             | L             |                   |          |
| 09 | Chipre               | alb             | ale             | and             | arm             | bel             | bie             | b&h                  | bul             |                 | cro             | din             | esl             | esp             | est             | fin             | fra             | gre             | hol             | isl             | T             | L             |                   |          |
| 03 | Eslovénia            | alb             | ale             | and             | arm             | bel             | bie             | b&h                  | bul             | chi             | cro             | din             |                 | esp             | est             | fin             | fra             | gre             | hol             | isl             | T             | L             |                   |          |
| 21 | Estónia              | alb             | ale             | and             | arm             | bel             | bie             | b&h                  | bul             | chi             | cro             | din             | esl             | esp             |                 | fin             | fra             | gre             | hol             | isl             | T             | L             |                   |          |
| 16 | Finlândia            | alb             | ale             | and             | arm             | bel             | bie             | b&h                  | bul             | chi             | cro             | din             | esl             | esp             | est             |                 | fra             | gre             | hol             | isl             | T             | L             |                   |          |
| 17 | Países Baixos        | alb             | ale             | and             | arm             | bel             | bie             | b&h                  | bul             | chi             | cro             | din             | esl             | esp             | est             | fin             | fra             | gre             |                 | isl             | T             | L             |                   |          |
| 23 | Islândia             | alb             | ale             | and             | arm             | bel             | bie             | b&h                  | bul             | chi             | cro             | din             | esl             | esp             | est             | fin             | fra             | gre             | hol             |                 | T             | L             |                   |          |
| 08 | Irlanda              | alb             | ale             | and             | arm             | bel             | bie             | b&h                  | bul             | chi             | cro             | din             | esl             | esp             | est             | fin             | fra             | gre             | hol             | isl             | T             | L             |                   |          |
| 05 | Lituânia             | alb             | ale             | and             | arm             | bel             | bie             | b&h                  | bul             | chi             | cro             | din             | esl             | esp             | est             | fin             | fra             | gre             | hol             | isl             | T             | L             |                   |          |
| 11 | Macedónia do Norte   | alb             | ale             | and             | arm             | bel             | bie             | b&h                  | bul             | chi             | cro             | din             | esl             | esp             | est             | fin             | fra             | gre             | hol             | isl             | T             | L             |                   |          |
| 10 | Mónaco               | alb             | ale             | and             | arm             | bel             | bie             | b&h                  | bul             | chi             | cro             | din             | esl             | esp             | est             | fin             | fra             | gre             | hol             | isl             | T             | L             |                   |          |
| 12 | Polónia              | alb             | ale             | and             | arm             | bel             | bie             | b&h                  | bul             | chi             | cro             | din             | esl             | esp             | est             | fin             | fra             | gre             | hol             | isl             | T             | L             |                   |          |
| 19 | Portugal             | alb             | ale             | and             | arm             | bel             | bie             | b&h                  | bul             | chi             | cro             | din             | esl             | esp             | est             | fin             | fra             | gre             | hol             | isl             | T             | L             |                   |          |
| 13 | Rússia               | alb             | ale             | and             | arm             | bel             | bie             | b&h                  | bul             | chi             | cro             | din             | esl             | esp             | est             | fin             | fra             | gre             | hol             | isl             | T             | L             |                   |          |
| 20 | Suécia               | alb             | ale             | and             | arm             | bel             | bie             | b&h                  | bul             | chi             | cro             | din             | esl             | esp             | est             | fin             | fra             | gre             | hol             | isl             | T             | L             |                   |          |
| 14 | Turquia              | alb             | ale             | and             | arm             | bel             | bie             | b&h                  | bul             | chi             | cro             | din             | esl             | esp             | est             | fin             | fra             | gre             | hol             | isl             | T             | L             |                   |          |
| 15 | Ucrânia              | alb             | ale             | and             | arm             | bel             | bie             | b&h                  | bul             | chi             | cro             | din             | esl             | esp             | est             | fin             | fra             | gre             | hol             | isl             | T             | L             |                   |          |
| #  | Países Pontuados     |                 |                 |                 |                 |                 |                 |                      |                 |                 |                 |                 |                 |                 |                 |                 |                 |                 |                 |                 |               |               |                   |          |
| #  | Países Pontuados     | Albânia         | Alemanha        | Andorra         | Arménia         | Bélgica         | Bielorrússia    | Bósnia e Herzegovina | Bulgária        | Chipre          | Croácia         | Dinamarca       | Eslovénia       | Espanha         | Estónia         | Finlândia       | França          | Grécia          | Países Baixos   | Islândia        | Total         | Lugar         | Passou Não Passou |          |
| #  | Países Pontuados     | Países Votantes | Países Votantes | Países Votantes | Países Votantes | Países Votantes | Países Votantes | Países Votantes      | Países Votantes | Países Votantes | Países Votantes | Países Votantes | Países Votantes | Países Votantes | Países Votantes | Países Votantes | Países Votantes | Países Votantes | Países Votantes | Países Votantes | Classificação | Classificação | Situação          | Situação |

| #  | Países Pontuados     | Países Votantes | Países Votantes | Países Votantes | Países Votantes | Países Votantes    | Países Votantes | Países Votantes | Países Votantes | Países Votantes | Países Votantes | Países Votantes | Países Votantes | Países Votantes | Países Votantes | Países Votantes     | Países Votantes | Países Votantes | Países Votantes | Países Votantes | Classificação | Classificação | Situação          | Situação |
| #  | Países Pontuados     | Irlanda         | Israel          | Letónia         | Lituânia        | Macedónia do Norte | Malta           | Moldávia        | Mónaco          | Noruega         | Polónia         | Portugal        | Reino Unido     | Roménia         | Rússia          | Sérvia e Montenegro | Suíça           | Suécia          | Turquia         | Ucrânia         | Total         | Lugar         | Passou Não Passou |          |
| -- | -------------------- | --------------- | --------------- | --------------- | --------------- | ------------------ | --------------- | --------------- | --------------- | --------------- | --------------- | --------------- | --------------- | --------------- | --------------- | ------------------- | --------------- | --------------- | --------------- | --------------- | ------------- | ------------- | ----------------- | -------- |
| 06 | Albânia              | irl             | isr             | let             | lit             | mac                | mal             | mol             | mon             | nor             | pol             | pt              | uk              | rom             | rus             | s&m                 | sui             | sue             | tur             | ucr             | T             | L             |                   |          |
| 04 | Andorra              | irl             | isr             | let             | lit             | mac                | mal             | mol             | mon             | nor             | pol             | pt              | uk              | rom             | rus             | s&m                 | sui             | sue             | tur             | ucr             | T             | L             |                   |          |
| 01 | Arménia              | irl             | isr             | let             | lit             | mac                | mal             | mol             | mon             | nor             | pol             | pt              | uk              | rom             | rus             | s&m                 | sui             | sue             | tur             | ucr             | T             | L             |                   |          |
| 07 | Bélgica              | irl             | isr             | let             | lit             | mac                | mal             | mol             | mon             | nor             | pol             | pt              | uk              | rom             | rus             | s&m                 | sui             | sue             | tur             | ucr             | T             | L             |                   |          |
| 05 | Bielorrússia         | irl             | isr             | let             | lit             | mac                | mal             | mol             | mon             | nor             | pol             | pt              | uk              | rom             | rus             | s&m                 | sui             | sue             | tur             | ucr             | T             | L             |                   |          |
| 22 | Bósnia e Herzegovina | irl             | isr             | let             | lit             | mac                | mal             | mol             | mon             | nor             | pol             | pt              | uk              | rom             | rus             | s&m                 | sui             | sue             | tur             | ucr             | T             | L             |                   |          |
| 02 | Bulgária             | irl             | isr             | let             | lit             | mac                | mal             | mol             | mon             | nor             | pol             | pt              | uk              | rom             | rus             | s&m                 | sui             | sue             | tur             | ucr             | T             | L             |                   |          |
| 09 | Chipre               | irl             | isr             | let             | lit             | mac                | mal             | mol             | mon             | nor             | pol             | pt              | uk              | rom             | rus             | s&m                 | sui             | sue             | tur             | ucr             | T             | L             |                   |          |
| 03 | Eslovénia            | irl             | isr             | let             | lit             | mac                | mal             | mol             | mon             | nor             | pol             | pt              | uk              | rom             | rus             | s&m                 | sui             | sue             | tur             | ucr             | T             | L             |                   |          |
| 21 | Estónia              | irl             | isr             | let             | lit             | mac                | mal             | mol             | mon             | nor             | pol             | pt              | uk              | rom             | rus             | s&m                 | sui             | sue             | tur             | ucr             | T             | L             |                   |          |
| 16 | Finlândia            | irl             | isr             | let             | lit             | mac                | mal             | mol             | mon             | nor             | pol             | pt              | uk              | rom             | rus             | s&m                 | sui             | sue             | tur             | ucr             | T             | L             |                   |          |
| 17 | Países Baixos        | irl             | isr             | let             | lit             | mac                | mal             | mol             | mon             | nor             | pol             | pt              | uk              | rom             | rus             | s&m                 | sui             | sue             | tur             | ucr             | T             | L             |                   |          |
| 23 | Islândia             | irl             | isr             | let             | lit             | mac                | mal             | mol             | mon             | nor             | pol             | pt              | uk              | rom             | rus             | s&m                 | sui             | sue             | tur             | ucr             | T             | L             |                   |          |
| 08 | Irlanda              |                 | isr             | let             | lit             | mac                | mal             | mol             | mon             | nor             | pol             | pt              | uk              | rom             | rus             | s&m                 | sui             | sue             | tur             | ucr             | T             | L             |                   |          |
| 05 | Lituânia             | irl             | isr             | let             |                 | mac                | mal             | mol             | mon             | nor             | pol             | pt              | uk              | rom             | rus             | s&m                 | sui             | sue             | tur             | ucr             | T             | L             |                   |          |
| 11 | Macedónia do Norte   | irl             | isr             | let             | lit             |                    | mal             | mol             | mon             | nor             | pol             | pt              | uk              | rom             | rus             | s&m                 | sui             | sue             | tur             | ucr             | T             | L             |                   |          |
| 10 | Mónaco               | irl             | isr             | let             | lit             | mac                | mal             | mol             |                 | nor             | pol             | pt              | uk              | rom             | rus             | s&m                 | sui             | sue             | tur             | ucr             | T             | L             |                   |          |
| 12 | Polónia              | irl             | isr             | let             | lit             | mac                | mal             | mol             | mon             | nor             |                 | pt              | uk              | rom             | rus             | s&m                 | sui             | sue             | tur             | ucr             | T             | L             |                   |          |
| 19 | Portugal             | irl             | isr             | let             | lit             | mac                | mal             | mol             | mon             | nor             | pol             |                 | uk              | rom             | rus             | s&m                 | sui             | sue             | tur             | ucr             | T             | L             |                   |          |
| 13 | Rússia               | irl             | isr             | let             | lit             | mac                | mal             | mol             | mon             | nor             | pol             | pt              | uk              | rom             |                 | s&m                 | sui             | sue             | tur             | ucr             | T             | L             |                   |          |
| 20 | Suécia               | irl             | isr             | let             | lit             | mac                | mal             | mol             | mon             | nor             | pol             | pt              | uk              | rom             | rus             | s&m                 | sui             |                 | tur             | ucr             | T             | L             |                   |          |
| 14 | Turquia              | irl             | isr             | let             | lit             | mac                | mal             | mol             | mon             | nor             | pol             | pt              | uk              | rom             | rus             | s&m                 | sui             | sue             |                 | ucr             | T             | L             |                   |          |
| 15 | Ucrânia              | irl             | isr             | let             | lit             | mac                | mal             | mol             | mon             | nor             | pol             | pt              | uk              | rom             | rus             | s&m                 | sui             | sue             | tur             |                 | T             | L             |                   |          |
| #  | Países Pontuados     |                 |                 |                 |                 |                    |                 |                 |                 |                 |                 |                 |                 |                 |                 |                     |                 |                 |                 |                 |               |               |                   |          |
| #  | Países Pontuados     | Irlanda         | Israel          | Letónia         | Lituânia        | Macedónia do Norte | Malta           | Moldávia        | Mónaco          | Noruega         | Polónia         | Portugal        | Reino Unido     | Roménia         | Rússia          | Sérvia e Montenegro | Suíça           | Suécia          | Turquia         | Ucrânia         | Total         | Lugar         | Passou Não Passou |          |
| #  | Países Pontuados     | Países Votantes | Países Votantes | Países Votantes | Países Votantes | Países Votantes    | Países Votantes | Países Votantes | Países Votantes | Países Votantes | Países Votantes | Países Votantes | Países Votantes | Países Votantes | Países Votantes | Países Votantes     | Países Votantes | Países Votantes | Países Votantes | Países Votantes | Classificação | Classificação | Situação          | Situação |

     Vencedor
     2.º lugar
     3.º lugar
     Regra de um país não poder votar em si próprio
     0 (zero) pontos
     Passou à final
     Apurado pelo júri para a final
     Passaria/ganharia à final só com televoto
     Passaria à final/ganharia só com júri
     Não passaria à final/não ganharia só com televoto 
     Não passaria à final/não ganharia só com júri
     Pontuação nula ("null points")
Negrito + itálico Pontuação dos países apurados/dos três primeiros na final
Negrito Pontuação mais alta do parcial júri ou televoto (e a pontuação individual 12)

### Final
Os 10 participantes mais votados na semifinal participaram igualmente na final.
| #  | País                 | Idioma             | Artista                                      | Canção                               | Tradução para Português                   | Pontuação | Lugar |
| -- | -------------------- | ------------------ | -------------------------------------------- | ------------------------------------ | ----------------------------------------- | --------- | ----- |
| 01 | Suíça                | Inglês             | six4one                                      | "If We All Give A Little"            | E se todos dermos um bocadinho            | 30        | 16º   |
| 02 | Moldávia             | Inglês & Espanhol  | Arsenium feat. Natalia Gordienko & Connect-R | "Loca"                               | Louca                                     | 22        | 20º   |
| 03 | Israel               | Inglês & Hebreu    | Eddie Butler                                 | "Together We Are One"                | Juntos somos um                           | 4         | 23º   |
| 04 | Letónia              | Inglês             | Vocal Group Cosmos                           | "I Hear Your Heart"                  | Eu oiço o teu coração                     | 30        | 16º   |
| 05 | Noruega              | Norueguês          | Christine Guldbrandsen                       | "Alvedansen"                         | O Elfo dança                              | 36        | 14º   |
| 06 | Espanha              | Espanhol           | Las Ketchup                                  | "Un Blodymary"                       | Um Bloody Mary                            | 18        | 21º   |
| 07 | Malta                | Inglês             | Fabrizio Faniello                            | "I Do"                               | Eu faço                                   | 1         | 24º   |
| 08 | Alemanha             | Inglês             | Texas Lightning                              | "No No Never"                        | Não Não Nunca                             | 36        | 14º   |
| 09 | Dinamarca            | Inglês             | Sidsel Ben Semmane                           | "Twist of Love"                      | Twist do amor                             | 26        | 18º   |
| 10 | Rússia               | Inglês             | Dima Bilan                                   | "Never Let You Go"                   | Nunca te deixo ir                         | 248       | 2º    |
| 11 | Macedónia do Norte   | Inglês & Macedónio | Elena Risteska                               | "Ninanajna" (Нинанајна)              | Ninanajna                                 | 56        | 12º   |
| 12 | Roménia              | Inglês & Italiano  | Mihai Trăistariu                             | "Tornerò"                            | Eu regressarei                            | 172       | 4º    |
| 13 | Bósnia e Herzegovina | Bósnio             | Hari Mata Hari                               | "Lejla"                              | Leila                                     | 229       | 3º    |
| 14 | Lituânia             | Inglês & Francês   | LT United                                    | "We Are The Winners (of Eurovision)" | Nós somos os vencedores (da Eurovisão)    | 162       | 6º    |
| 15 | Reino Unido          | Inglês             | Daz Sampson                                  | "Teenage Life"                       | Vida de Adolescente                       | 25        | 19º   |
| 16 | Grécia               | Inglês             | Anna Vissi                                   | "Everything"                         | Tudo                                      | 128       | 9º    |
| 17 | Finlândia            | Inglês             | Lordi                                        | "Hard Rock Hallelujah"               | 'Aleluia Hard Rock                        | 292       | 1º    |
| 18 | Ucrânia              | Inglês             | Tina Karol                                   | "Show Me Your Love"                  | Mostra-me o teu amor                      | 145       | 7º    |
| 19 | França               | Francês            | Virginie Pouchain                            | "Il était temps"                     | Já era tempo                              | 5         | 22º   |
| 20 | Croácia              | Croacio            | Severina                                     | "Moja štikla"                        | O meu salto alto                          | 56        | 12º   |
| 21 | Irlanda              | Inglês             | Brian Kennedy                                | "Every Song Is a Cry for Love"       | Todas as canções são uma lágrima por amor | 93        | 10º   |
| 22 | Suécia               | Inglês             | Carola                                       | "Invincible"                         | Invencível                                | 170       | 5º    |
| 23 | Turquia              | Turco & Inglês     | Sibel Tüzün                                  | "Süper Star"                         | Super Estrela                             | 91        | 11º   |
| 24 | Arménia              | Inglês             | André                                        | "Without Your Love"                  | Sem o teu amor                            | 129       | 8º    |

#### Tabela de Votações
| #        | Países Votantes      | Países Pontuados | Países Pontuados | Países Pontuados     | Países Pontuados | Países Pontuados | Países Pontuados | Países Pontuados | Países Pontuados | Países Pontuados | Países Pontuados | Países Pontuados | Países Pontuados | Países Pontuados | Países Pontuados   | Países Pontuados | Países Pontuados | Países Pontuados | Países Pontuados | Países Pontuados | Países Pontuados | Países Pontuados | Países Pontuados | Países Pontuados | Países Pontuados |
| #        | Países Votantes      | Alemanha         | Arménia          | Bósnia e Herzegovina | Croácia          | Dinamarca        | Espanha          | Finlândia        | França           | Grécia           | Irlanda          | Israel           | Letónia          | Lituânia         | Macedónia do Norte | Malta            | Moldávia         | Noruega          | Reino Unido      | Roménia          | Rússia           | Suécia           | Suíça            | Turquia          | Ucrânia          |
| -------- | -------------------- | ---------------- | ---------------- | -------------------- | ---------------- | ---------------- | ---------------- | ---------------- | ---------------- | ---------------- | ---------------- | ---------------- | ---------------- | ---------------- | ------------------ | ---------------- | ---------------- | ---------------- | ---------------- | ---------------- | ---------------- | ---------------- | ---------------- | ---------------- | ---------------- |
| -        | Albânia              | ale              | arm              | b&h                  | cro              | din              | esp              | fin              | fra              | gre              | irl              | isr              | let              | lit              | mac                | mal              | mol              | nor              | uk               | rom              | rus              | sue              | sui              | tur              | ucr              |
| 08       | Alemanha             |                  | arm              | b&h                  | cro              | din              | esp              | fin              | fra              | gre              | irl              | isr              | let              | lit              | mac                | mal              | mol              | nor              | uk               | rom              | rus              | sue              | sui              | tur              | ucr              |
| -        | Andorra              | ale              | arm              | b&h                  | cro              | din              | esp              | fin              | fra              | gre              | irl              | isr              | let              | lit              | mac                | mal              | mol              | nor              | uk               | rom              | rus              | sue              | sui              | tur              | ucr              |
| 24       | Arménia              | ale              |                  | b&h                  | cro              | din              | esp              | fin              | fra              | gre              | irl              | isr              | let              | lit              | mac                | mal              | mol              | nor              | uk               | rom              | rus              | sue              | sui              | tur              | ucr              |
| -        | Bielorrússia         | ale              | arm              | b&h                  | cro              | din              | esp              | fin              | fra              | gre              | irl              | isr              | let              | lit              | mac                | mal              | mol              | nor              | uk               | rom              | rus              | sue              | sui              | tur              | ucr              |
| -        | Bélgica              | ale              | arm              | b&h                  | cro              | din              | esp              | fin              | fra              | gre              | irl              | isr              | let              | lit              | mac                | mal              | mol              | nor              | uk               | rom              | rus              | sue              | sui              | tur              | ucr              |
| -        | Bulgária             | ale              | arm              | b&h                  | cro              | din              | esp              | fin              | fra              | gre              | irl              | isr              | let              | lit              | mac                | mal              | mol              | nor              | uk               | rom              | rus              | sue              | sui              | tur              | ucr              |
| 13       | Bósnia e Herzegovina | ale              | arm              |                      | cro              | din              | esp              | fin              | fra              | gre              | irl              | isr              | let              | lit              | mac                | mal              | mol              | nor              | uk               | rom              | rus              | sue              | sui              | tur              | ucr              |
| -        | Chipre               | ale              | arm              | b&h                  | cro              | din              | esp              | fin              | fra              | gre              | irl              | isr              | let              | lit              | mac                | mal              | mol              | nor              | uk               | rom              | rus              | sue              | sui              | tur              | ucr              |
| 20       | Croácia              | ale              | arm              | b&h                  |                  | din              | esp              | fin              | fra              | gre              | irl              | isr              | let              | lit              | mac                | mal              | mol              | nor              | uk               | rom              | rus              | sue              | sui              | tur              | ucr              |
| 09       | Dinamarca            | ale              | arm              | b&h                  | cro              |                  | esp              | fin              | fra              | gre              | irl              | isr              | let              | lit              | mac                | mal              | mol              | nor              | uk               | rom              | rus              | sue              | sui              | tur              | ucr              |
| -        | Eslovénia            | ale              | arm              | b&h                  | cro              | din              | esp              | fin              | fra              | gre              | irl              | isr              | let              | lit              | mac                | mal              | mol              | nor              | uk               | rom              | rus              | sue              | sui              | tur              | ucr              |
| 06       | Espanha              | ale              | arm              | b&h                  | cro              | din              |                  | fin              | fra              | gre              | irl              | isr              | let              | lit              | mac                | mal              | mol              | nor              | uk               | rom              | rus              | sue              | sui              | tur              | ucr              |
| -        | Estónia              | ale              | arm              | b&h                  | cro              | din              | esp              | fin              | fra              | gre              | irl              | isr              | let              | lit              | mac                | mal              | mol              | nor              | uk               | rom              | rus              | sue              | sui              | tur              | ucr              |
| 17       | Finlândia            | ale              | arm              | b&h                  | cro              | din              | esp              |                  | fra              | gre              | irl              | isr              | let              | lit              | mac                | mal              | mol              | nor              | uk               | rom              | rus              | sue              | sui              | tur              | ucr              |
| 19       | França               | ale              | arm              | b&h                  | cro              | din              | esp              | fin              |                  | gre              | irl              | isr              | let              | lit              | mac                | mal              | mol              | nor              | uk               | rom              | rus              | sue              | sui              | tur              | ucr              |
| 16       | Grécia               | ale              | arm              | b&h                  | cro              | din              | esp              | fin              | fra              |                  | irl              | isr              | let              | lit              | mac                | mal              | mol              | nor              | uk               | rom              | rus              | sue              | sui              | tur              | ucr              |
| -        | Países Baixos        | ale              | arm              | b&h                  | cro              | din              | esp              | fin              | fra              | gre              | irl              | isr              | let              | lit              | mac                | mal              | mol              | nor              | uk               | rom              | rus              | sue              | sui              | tur              | ucr              |
| -        | Islândia             | ale              | arm              | b&h                  | cro              | din              | esp              | fin              | fra              | gre              | irl              | isr              | let              | lit              | mac                | mal              | mol              | nor              | uk               | rom              | rus              | sue              | sui              | tur              | ucr              |
| #        | Países Votantes      | Países Pontuados | Países Pontuados | Países Pontuados     | Países Pontuados | Países Pontuados | Países Pontuados | Países Pontuados | Países Pontuados | Países Pontuados | Países Pontuados | Países Pontuados | Países Pontuados | Países Pontuados | Países Pontuados   | Países Pontuados | Países Pontuados | Países Pontuados | Países Pontuados | Países Pontuados | Países Pontuados | Países Pontuados | Países Pontuados | Países Pontuados | Países Pontuados |
| #        | Países Votantes      | Alemanha         | Arménia          | Bósnia e Herzegovina | Croácia          | Dinamarca        | Espanha          | Finlândia        | França           | Grécia           | Irlanda          | Israel           | Letónia          | Lituânia         | Macedónia do Norte | Malta            | Moldávia         | Noruega          | Reino Unido      | Roménia          | Rússia           | Suécia           | Suíça            | Turquia          | Ucrânia          |
| #        | Países Votantes      | Países Pontuados |                  |                      |                  |                  |                  |                  |                  |                  |                  |                  |                  |                  |                    |                  |                  |                  |                  |                  |                  |                  |                  |                  |                  |
| 21       | Irlanda              | ale              | arm              | b&h                  | cro              | din              | esp              | fin              | fra              | gre              |                  | isr              | let              | lit              | mac                | mal              | mol              | nor              | uk               | rom              | rus              | sue              | sui              | tur              | ucr              |
| 03       | Israel               | ale              | arm              | b&h                  | cro              | din              | esp              | fin              | fra              | gre              | irl              |                  | let              | lit              | mac                | mal              | mol              | nor              | uk               | rom              | rus              | sue              | sui              | tur              | ucr              |
| 04       | Letónia              | ale              | arm              | b&h                  | cro              | din              | esp              | fin              | fra              | gre              | irl              | isr              |                  | lit              | mac                | mal              | mol              | nor              | uk               | rom              | rus              | sue              | sui              | tur              | ucr              |
| 14       | Lituânia             | ale              | arm              | b&h                  | cro              | din              | esp              | fin              | fra              | gre              | irl              | isr              | let              |                  | mac                | mal              | mol              | nor              | uk               | rom              | rus              | sue              | sui              | tur              | ucr              |
| 11       | Macedónia do Norte   | ale              | arm              | b&h                  | cro              | din              | esp              | fin              | fra              | gre              | irl              | isr              | let              | lit              |                    | mal              | mol              | nor              | uk               | rom              | rus              | sue              | sui              | tur              | ucr              |
| 07       | Malta                | ale              | arm              | b&h                  | cro              | din              | esp              | fin              | fra              | gre              | irl              | isr              | let              | lit              | mac                |                  | mol              | nor              | uk               | rom              | rus              | sue              | sui              | tur              | ucr              |
| 02       | Moldávia             | ale              | arm              | b&h                  | cro              | din              | esp              | fin              | fra              | gre              | irl              | isr              | let              | lit              | mac                | mal              |                  | nor              | uk               | rom              | rus              | sue              | sui              | tur              | ucr              |
| -        | Mónaco               | ale              | arm              | b&h                  | cro              | din              | esp              | fin              | fra              | gre              | irl              | isr              | let              | lit              | mac                | mal              | mol              | nor              | uk               | rom              | rus              | sue              | sui              | tur              | ucr              |
| 05       | Noruega              | ale              | arm              | b&h                  | cro              | din              | esp              | fin              | fra              | gre              | irl              | isr              | let              | lit              | mac                | mal              | mol              |                  | uk               | rom              | rus              | sue              | sui              | tur              | ucr              |
| -        | Polónia              | ale              | arm              | b&h                  | cro              | din              | esp              | fin              | fra              | gre              | irl              | isr              | let              | lit              | mac                | mal              | mol              | nor              | uk               | rom              | rus              | sue              | sui              | tur              | ucr              |
| -        | Portugal             | ale              | arm              | b&h                  | cro              | din              | esp              | fin              | fra              | gre              | irl              | isr              | let              | lit              | mac                | mal              | mol              | nor              | uk               | rom              | rus              | sue              | sui              | tur              | ucr              |
| 15       | Reino Unido          | ale              | arm              | b&h                  | cro              | din              | esp              | fin              | fra              | gre              | irl              | isr              | let              | lit              | mac                | mal              | mol              | nor              |                  | rom              | rus              | sue              | sui              | tur              | ucr              |
| 12       | Roménia              | ale              | arm              | b&h                  | cro              | din              | esp              | fin              | fra              | gre              | irl              | isr              | let              | lit              | mac                | mal              | mol              | nor              | uk               |                  | rus              | sue              | sui              | tur              | ucr              |
| 10       | Rússia               | ale              | arm              | b&h                  | cro              | din              | esp              | fin              | fra              | gre              | irl              | isr              | let              | lit              | mac                | mal              | mol              | nor              | uk               | rom              |                  | sue              | sui              | tur              | ucr              |
| -        | Sérvia e Montenegro  | ale              | arm              | b&h                  | cro              | din              | esp              | fin              | fra              | gre              | irl              | isr              | let              | lit              | mac                | mal              | mol              | nor              | uk               | rom              | rus              | sue              | sui              | tur              | ucr              |
| 22       | Suécia               | ale              | arm              | b&h                  | cro              | din              | esp              | fin              | fra              | gre              | irl              | isr              | let              | lit              | mac                | mal              | mol              | nor              | uk               | rom              | rus              |                  | sui              | tur              | ucr              |
| 01       | Suíça                | ale              | arm              | b&h                  | cro              | din              | esp              | fin              | fra              | gre              | irl              | isr              | let              | lit              | mac                | mal              | mol              | nor              | uk               | rom              | rus              | sue              |                  | tur              | ucr              |
| 23       | Turquia              | ale              | arm              | b&h                  | cro              | din              | esp              | fin              | fra              | gre              | irl              | isr              | let              | lit              | mac                | mal              | mol              | nor              | uk               | rom              | rus              | sue              | sui              |                  | ucr              |
| 18       | Ucrânia              | ale              | arm              | b&h                  | cro              | din              | esp              | fin              | fra              | gre              | irl              | isr              | let              | lit              | mac                | mal              | mol              | nor              | uk               | rom              | rus              | sue              | sui              | tur              |                  |
| Desfecho |                      |                  |                  |                      |                  |                  |                  |                  |                  |                  |                  |                  |                  |                  |                    |                  |                  |                  |                  |                  |                  |                  |                  |                  |                  |
| Total    | ale                  | arm              | b&h              | cro                  | din              | esp              | fin              | fra              | gre              | irl              | isr              | let              | lit              | mac              | mal                | mol              | nor              | uk               | rom              | rus              | sue              | sui              | tur              | ucr              |                  |
| Lugar    | ale                  | arm              | b&h              | cro                  | din              | esp              | fin              | fra              | gre              | irl              | isr              | let              | lit              | mac              | mal                | mol              | nor              | uk               | rom              | rus              | sue              | sui              | tur              | ucr              |                  |
| #        | Países Votantes      | Alemanha         | Arménia          | Bósnia e Herzegovina | Croácia          | Dinamarca        | Espanha          | Finlândia        | França           | Grécia           | Irlanda          | Israel           | Letónia          | Lituânia         | Macedónia do Norte | Malta            | Moldávia         | Noruega          | Reino Unido      | Roménia          | Rússia           | Suécia           | Suíça            | Turquia          | Ucrânia          |
| #        | Países Votantes      | Países Pontuados |                  |                      |                  |                  |                  |                  |                  |                  |                  |                  |                  |                  |                    |                  |                  |                  |                  |                  |                  |                  |                  |                  |                  |

     Vencedor
     2.º lugar
     3.º lugar
     Regra de um país não poder votar em si próprio
     0 (zero) pontos
     Passou à final
     Apurado pelo júri para a final
     Passaria/ganharia à final só com televoto
     Passaria à final/ganharia só com júri
     Não passaria à final/não ganharia só com televoto 
     Não passaria à final/não ganharia só com júri
     Pontuação nula ("null points")
Negrito + itálico Pontuação dos países apurados/dos três primeiros na final
Negrito Pontuação mais alta do parcial júri ou televoto (e a pontuação individual 12)

#### Ordem de Votação
| Ordem de Votação | Ordem de Votação | Ordem de Votação | Ordem de Votação |
| --- | --- | --- | --- |
| 1. Eslovénia · 2. Andorra · 3. Roménia · 4. Dinamarca · 5. Letónia · 6. Portugal · 7. Suécia · 8. Finlândia · 9. Bélgica · 10. Croácia | 11. Sérvia e Montenegro · 12. Noruega · 13. Estónia · 14. Irlanda · 15. Malta · 16. Lituânia · 17. Chipre · 18. Países Baixos · 19. Suíça · 20. Ucrânia | 21. Rússia · 22. Polónia · 23. Reino Unido · 24. Arménia · 25. França · 26. Bielorrússia · 27. Alemanha · 28. Espanha · 29. Moldávia · 30. Bósnia e Herzegovina | 31. Islândia · 32. Mónaco · 33. Israel · 34. Albânia · 35. Grécia · 36. Bulgária · 37. Macedónia do Norte · 38. Turquia |

#### 12 Pontos
| N. | Nação que recebeu os 12 Pontos | Países que derão 12 Pontos                                                                   |
| -- | ------------------------------ | -------------------------------------------------------------------------------------------- |
| 8  | Bósnia e Herzegovina           | Albânia, Croácia, Macedónia do Norte, Mónaco, Sérvia e Montenegro, Eslovénia, Suíça, Turquia |
| 8  | Finlândia                      | Dinamarca, Estónia, Grécia, Islândia, Noruega, Polónia, Suécia, Reino Unido                  |
| 7  | Rússia                         | Arménia, Bielorrússia, Finlândia, Israel, Letónia, Lituânia, Ucrânia                         |
| 3  | Turquia                        | França, Alemanha, Países Baixos                                                              |
| 2  | Arménia                        | Bélgica, Rússia                                                                              |
| 2  | Grécia                         | Chipre, Bulgária                                                                             |
| 2  | Roménia                        | Moldávia, Espanha                                                                            |
| 1  | Croácia                        | Bósnia e Herzegovina                                                                         |
| 1  | Lituânia                       | Irlanda                                                                                      |
| 1  | Moldávia                       | Roménia                                                                                      |
| 1  | Espanha                        | Andorra                                                                                      |
| 1  | Suíça                          | Malta                                                                                        |
| 1  | Ucrânia                        | Portugal                                                                                     |

## =Cobertura televisiva internacional

### Shares televisivos
| País                 | Comentador(es)                                                                  |
| -------------------- | ------------------------------------------------------------------------------- |
| Albânia              |                                                                                 |
| Alemanha             | Peter Urban                                                                     |
| Andorra              | Meri Picart Josep Lluis Trabal                                                  |
| Arménia              |                                                                                 |
| Áustria              | Andi Knoll                                                                      |
| Bielorrússia         | Denis Kurjan                                                                    |
| Bélgica              | André Vermeulen (hl) Bart Peeters (hl) Jean-Pierre Hautier (fr)                 |
| Bulgária             |                                                                                 |
| Bósnia e Herzegovina | Dejan Kukrić                                                                    |
| Chipre               | Evi Papamichael                                                                 |
| Croácia              | Duško Čurlić                                                                    |
| Dinamarca            | Mads Vangsø Adam Duvå Hall                                                      |
| Eslovénia            | Mojca Mavec                                                                     |
| Espanha              | Beatriz Pecker                                                                  |
| Estónia              | Marko Reikop                                                                    |
| Finlândia            | Heikki Paasonen (fl) Jaana Pelkonen (fl) Asko Murtomäki (fl) Thomas Lundin (su) |
| França               | Michel Drucker Claudy Siar                                                      |
| Grécia               | Giorgos Kapoutzidis Zeta Makrypoulia                                            |
| Países Baixos        | Cornald Maas Paul de Leeuw                                                      |
| Islândia             | Sigmar Guðmundsson                                                              |
| Irlanda              | Marty Whelan                                                                    |
| Israel               |                                                                                 |
| Letónia              | Kārlis Streips                                                                  |
| Lituânia             | Darius Užkuraitis                                                               |
| Macedónia do Norte   | Karolina Petkovska                                                              |
| Malta                | Eileen Montesin                                                                 |
| Moldávia             |                                                                                 |
| Mónaco               | Bernard Montiel Églantine Eméyé                                                 |
| Noruega              | Jostein Pedersen                                                                |
| Polónia              | Artur Orzech                                                                    |
| Portugal             | Eládio Clímaco                                                                  |
| Reino Unido          | Paddy O'Connell (BBC TV) Terry Wogan (BBC TV) Ken Bruce (BBC Radio 2)           |
| Roménia              | Andreea Demirgian                                                               |
| Rússia               | Yuri Aksyuta Tatiana Godunova                                                   |
| Sérvia               | Duška Vučinić-Lučić                                                             |
| Suécia               | Pekka Heino                                                                     |
| Suíça                | Sandra Studer (Alemão) Jean-Marc Richard (fr) Alain Morisod (fr)                |
| Turquia              | Bülent Özveren                                                                  |
| Ucrânia              | Pavlo Shylko (DJ Pasha)                                                         |

| País                 | Porta-Voz(es)                  |
| -------------------- | ------------------------------ |
| Albânia              | Leon Menkshi                   |
| Alemanha             | Thomas Hermanns                |
| Andorra              | Xavi Palma                     |
| Arménia              | Gohar Gasparyan                |
| Bielorrússia         | Corrianna                      |
| Bélgica              | Yasmine                        |
| Bulgária             | Dragomir Simeonov              |
| Bósnia e Herzegovina | Vesna Andree Zaimović          |
| Chipre               | Constantinos Christoforou      |
| Croácia              | Mila Horvat                    |
| Dinamarca            | Jørgen de Mylius               |
| Eslovénia            | Peter Poles                    |
| Espanha              | Sonia Ferrer                   |
| Estónia              | Evelin Samuel                  |
| Finlândia            | Nina Tapio                     |
| França               | Sophie Jovillard               |
| Grécia               | Alexis Kostalas                |
| Países Baixos        | Paul de Leeuw                  |
| Islândia             | Ragnhildur Steinunn Jónsdóttir |
| Irlanda              | Eimear Quinn                   |
| Israel               | Dana Herman                    |
| Letónia              | Mārtiņš Freimanis              |
| Lituânia             | Lavija Šurnaitė                |
| Macedónia do Norte   | Martin Vučić                   |
| Malta                | Moira Delia                    |
| Moldávia             | Svetlana Cocosh                |
| Mónaco               | Églantine Eméyé                |
| Noruega              | Ingvild Helljesen              |
| Polónia              | Maciej Orłoś                   |
| Portugal             | Cristina Alves                 |
| Reino Unido          | Fearne Cotton                  |
| Roménia              | Andreea Marin Bănică           |
| Rússia               | Yana Churikova                 |
| Sérvia e Montenegro  | Jovana Janković                |
| Suécia               | Jovan Radomir                  |
| Suíça                | Jubaira Bachmann               |
| Turquia              | Meltem Yazgan                  |
| Ucrânia              | Igor Posypaiko                 |

## Artistas repetentes
| País (2006) | Foto                     | Artista           | Ano(s) Anterior(es)            | País Representado | Canção                                      | Tradução                              | Pontuação | Classificação |
| ----------- | ------------------------ | ----------------- | ------------------------------ | ----------------- | ------------------------------------------- | ------------------------------------- | --------- | ------------- |
| Polónia     | Ich Troje em             | Ich Troje         | ESC 2003                       | Polónia           | "Keine Grenzen-Żadnych granic"              | Sem fronteiras                        | 90        | 7º            |
| Israel      | Eddie Butler em          | Eddie Butler      | ESC 1999 (como parte dos Eden) | Israel            | "Yom Huledet (Happy Birthday)" (יום "הולדת) | Aniversário (Feliz Aniversário)       | 93        | 5º            |
| Suécia      | Carola Häggkvist em 2005 | Carola Häggkvist  | ESC 1983                       | Suécia            | "Främling"                                  | Estranho                              | 126       | 3º            |
| Suécia      | Carola Häggkvist em 2005 | Carola Häggkvist  | ESC 1991                       | Suecia            | "Fångad av en stormvind"                    | Capturada por uma tempestade de vento | 146       | 1º            |
| Malta       | Fabrizio Faniello em     | Fabrizio Faniello | ESC 2001                       | Malta             | "Another Summer Night"                      | Outra noite de Verão                  | 48        | 9º            |
| Grécia      | Anna Vissi em 2011       | Anna Vissi        | ESC 1980                       | Grécia            | "Autostop" (Ωτοστόπ)                        | Boleia                                | 30        | 13º           |
| Grécia      | Anna Vissi em 2011       | Anna Vissi        | ESC 1982                       | Chipre            | "Mono I Agapi" (Μόνο η αγάπη)               | Apenas Amor                           | 85        | 5º            |

### Notícias (oficial)
- Site Oficial do Festival Eurovisão da Canção
- Site Oikotimes, noticias sobre a Eurovisão, o mais lido em Portugal
- Site EscToday, noticias sobre a eurovisão
- Site Português, noticias sobre a eurovisão Arquivado em 28 de maio de  2009, no Wayback Machine.
- Esctime, noticias sobre o tema
- Noticias do festival pelo site Eurovisionary